# Pohronský Bukovec, Banská Bystrica
Pohronský Bukovec este o comună slovacă, aflată în districtul Banská Bystrica din regiunea Banská Bystrica. Localitatea se află la altitudinea de 530 m deasupra n.m., se întinde pe o suprafață de 14,47 km2 și în 2017 număra 111 locuitori.

## Istoric
Localitatea Pohronský Bukovec este atestată documentar din 1563.

## Demografie
| An:                | 1994 | 2004 | 2014 | 2024    |
| ------------------ | ---- | ---- | ---- | ------- |
| Număr de persoane: | 100  | 88   | 110  | 123     |
| Diferență:         |      | −12% | +25% | +11,81% |

| An:                | 2023 | 2024   |
| ------------------ | ---- | ------ |
| Număr de persoane: | 124  | 123    |
| Diferență:         |      | −0,80% |